# Skewb Ultimate
Le Skewb Ultimate (originellement appelé Pyraminx Ball), est un puzzle à 12 faces dérivé du Skewb, produit par Uwe Mèffert. Ce puzzle possède deux variantes au niveau des couleurs : une a 12 couleurs différentes, tandis que l'autre n'a que six couleurs différentes, les faces opposées étant de mêmes couleurs.

## Description
Le Skewb Ultimate est fabriqué sur la base d'un dodécahèdre, comme le Megaminx, mais tronqué différemment. Chaque face est coupée en 4 parties, deux égales et deux inégales. Chaque coupe est profonde, elle traverse le puzzle. Ceci aboutit à huit petites pièces de coin et six grandes pièces de bord.
Le but du puzzle est de mélanger les couleurs et les remettre dans leur position initiale.

## Solution
À première vue, le Skewb Ultimate paraît plus difficile à résoudre que les autres Skewb, parce que les coupes entraînent un déplacement irrégulier des pièces.
Toutefois, le Skewb Ultimate a exactement la même structure que le Skewb Diamond. La résolution du Skewb Diamond peut être utilisée pour le résoudre, en identifiant les faces du Diamond aux coins de l'Ultimate, et les coins du Diamond aux bords de l'Ultimate. La seule difficulté supplémentaire est ici que les coins de l'Ultimate (équivalents aux faces du Diamond) sont sensibles à l'orientation, et qu'il faut parfois recourir à un algorithme supplémentaire pour les orienter correctement.
De la même façon, le Skewb Ultimate est mathématiquement identique au Skewb, en identifiant les coins aux coins, et les centres du Skewb aux bords de l'Ultimate. La résolution du Skewb peut être appliquée directement au Skewb Ultimate. La seule difficulté supplémentaire est la même que précédemment, il faut parfois recourir à un algorithme supplémentaire pour orienter les coins.

## Nombre de combinaisons
Le Skewb Ultimate a huit petites pièces de coin et six grandes pièces de bord. Seules les permutations des grandes pièces sont possibles, donnant 6!/2 possibilité d'arrangements. Chacune d'elles a deux orientations possibles. Comme l'orientation de la dernière pièce dépend de l'orientation des autres, ceci donne 25 orientations possibles.
Les positions des quatre petits coins dépendent des positions des quatre autres coins, et seules les mêmes permutations de leurs positions sont possibles, donnant 4!/2 possibilité d'arrangements. Chaque coins a trois orientations possibles, toutefois l'orientation du dernier coin dépend de l'orientation des autres, donc le nombre d'orientations possibles des coins est 37. Pourtant, les orientations de quatre des coins plus la position de l'un des autres coins détermine les positions des trois coins restants, donc le nombre total de combinaisons des coins est seulement de {\displaystyle {\frac {4!\times 3^{6}}{2}}}.
Le nombre de combinaisons possibles est :
{\displaystyle {\frac {6!\times 2^{5}\times 4!\times 3^{6}}{4}}=100776960}.